# سد ماکولکه
سد ماکولکه (به لاتین: Makuleke Dam) یک سد در آفریقای جنوبی است که در لیمپوپو واقع شده‌است.